# Дудников, Николай Андреевич
Николай Андреевич Дудников (15 мая 1901 года, Саратов — 3 августа 1962 года, Киев) — советский военный деятель, полковник (1939).

## Начальная биография
До службы в армии Дудников работал учеником слесаря на заводе «Жесть» в Саратове, с сентября 1917 года — подручным слесаря в Саратовских железнодорожных мастерских. Одновременно состоял в отряде Красной гвардии (по охране мастерских).

## Военная служба

### Гражданская война
26 июня 1918 года добровольно вступил в РККА и направлен на Уральский фронт, где воевал с белоказаками красноармейцем в составе пулемётной команды Куриловского полка 25-й стрелковой дивизии под станциями Семиглавый Мар, Озинки, Алтата и других. В декабре направлен на 1-е Саратовские советские пулемётные командные курсы. Проучившись полтора месяца, курсантом вновь направлен на Уральский фронт и около трёх месяцев воевал с казаками (от Уральска до Гурьева). Член ВКП(б) с 1918 года. В конце апреля 1919 года курсы были возвращены в Саратов, но уже через месяц переброшены в Донскую область на подавление Вёшенского восстания. За боевые отличия 15 августа 1919 года досрочно выпущен с присвоением звания «красного командира» и назначен начальником пулемётной команды 2-го Бальцерского полка. В его составе воевал против генерала А. И. Деникина в Саратовской и Воронежской губернии (ст. Поворино, города Борисоглебск, Калач, Богучар и др.).
В январе 1920 года переведён на ту же должность во 2-й армейский заградительный отряд 9-й армии Южного фронта, с июня был начальником полковой пулемётной команды 81-го стрелкового полка 27-й бригады 9-й Кубанской стрелковой дивизии (развёрнута из 2-го армейского заградотряда). Воевал с ней против генерала П. Н. Врангеля на юге Украины и в Крыму, врангелевского десантного отряда полковника Назарова на Дону и десанта генерал-лейтенанта С. Г. Улагая на Кубани.

### Межвоенное время
С сентября 1921 года по май 1922 года учился на 2-х повторных курсах младшего комсостава в городе Саратов, затем командовал взводом пулемётной команды и ружейно-пулемётным взводом в 3-м отдельном Саратовском батальоне ЧОН (с марта 1923 года — 325-м Саратовском батальоне ЧОН). С октября 1923 года по август 1924 года проходил подготовку на повторных курсах комсостава ПриВО в городе Самара. По окончании назначен в 32-ю стрелковую дивизию, где служил командиром пулемётной роты 95-го Волжского стрелкового полка, а с ноября 1926 года — ответственным секретарём бюро ВКП(б) 96-го стрелкового Ленинградского полка имени АССР немцев Поволжья.
С октября 1927 года по август 1928 года учился на курсах «Выстрел», затем проходил службу командиром батальона и помощником командира по строевой части 1-го Татарского стрелкового полка. В декабре 1930 года назначен командиром-руководителем стрелкового дела Краснознамённых кавалерийских КУКС РККА им. С. М. Будённого. С мая 1932 года на тех же курсах временно исполнял должность старшего преподавателя стрелкового дела, а с мая 1936 года был начальником цикла огневой подготовки. Постановлением ЦИК СССР от 16.8.1936 г. за успехи в боевой подготовке он был награждён орденом Красной Звезды.
В декабре 1939 года направлен на Северо-Западный фронт в распоряжение Военного совета 8-й армии для назначения командиром полка. По прибытии к новому месту службы 31 января 1940 года назначается на должность помощника начальника запасных частей войска армии по стрелковой подготовке. В течение месяца провёл лишь один снайперский сбор, в остальное время выполнял различные поручения Военного совета армии. По окончании боевых действий в апреле 1940 года направлен в ОдВО заместителем командира 116-й стрелковой дивизии.

### Великая Отечественная война
С началом войны с 23 июня 1941 года полковник Дудников исполнял должность офицера связи при Военном совете сформированной в округе 9-й отдельной армии. 25 июня она была передана Южному фронту и участвовала в приграничном сражении в Бессарабии, затем в оборонительных боях по рекам Днестр, Южный Буг и Днепр. 17 августа под Дубоссарами был ранен, а 20 августа в районе Днепропетровска — контужен.

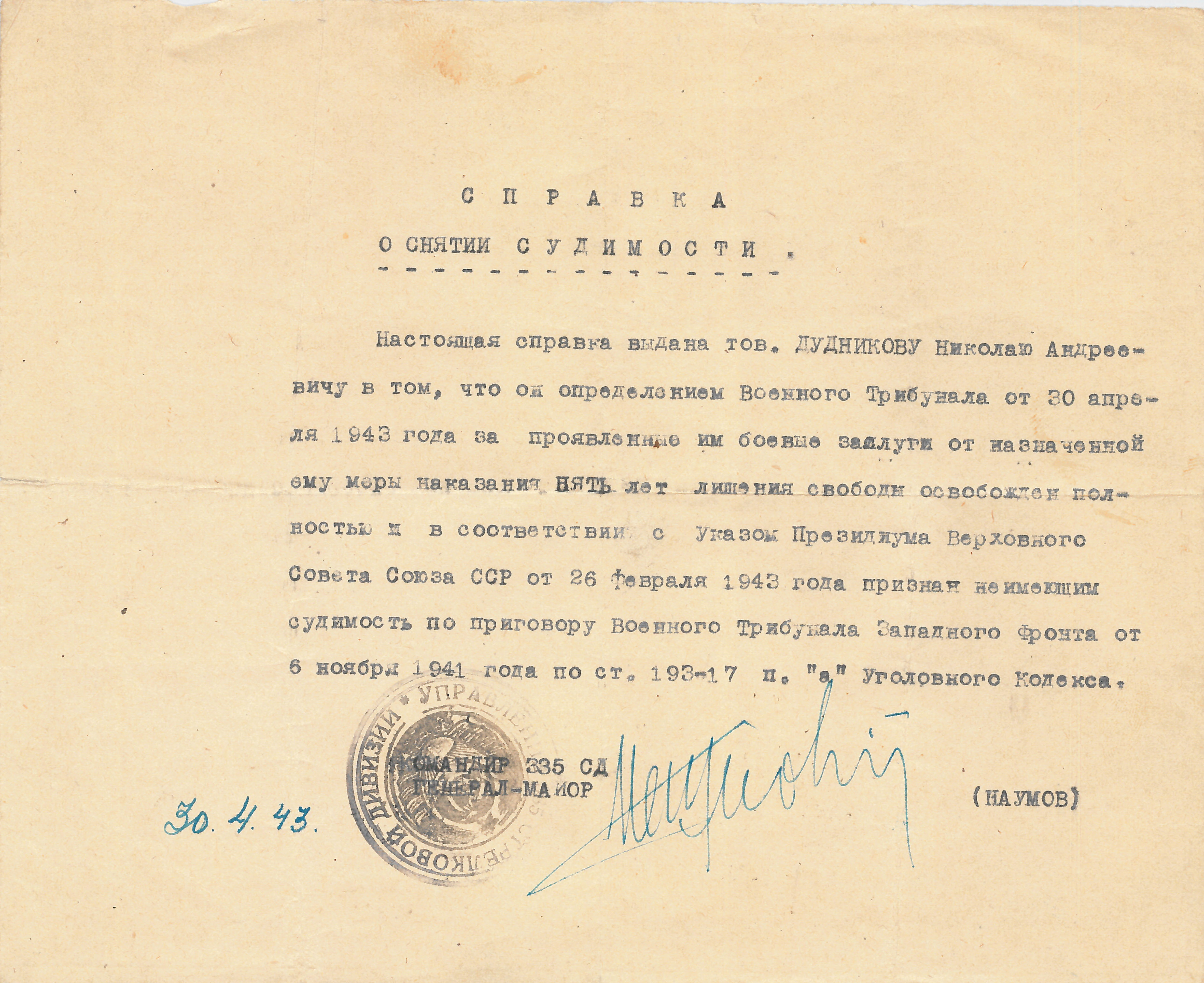
Справка о снятии судимости из личного архива Дудникова Николая Андреевича

В октябре 1941 года направлен на учёбу в Академию Генштаба Красной армии им. К. Е. Ворошилова, а по прибытии уже 19 октября назначен комендантом города Звенигород. Однако со своими обязанностями не справился, злоупотреблял служебным положением, незаконно бронировал продукты, предназначенные для снабжения рабочих и служащих города. За это он был отдан под суд и приговором Военного трибунала Западного фронта в открытом заседании 6 ноября осуждён по ст. 193-17, п. «а», УК РСФСР на 5 лет ИТЛ без поражения в правах с отсрочкой исполнения приговора и направлением в действующую армию (судимость снята за проявленные боевые отличия 30 апреля 1943 г.).
После приговора 18 ноября 1941 года назначен командиром 405-го стрелкового полка 194-й стрелковой дивизии 49-й армии, находившимся в обороне на реке Протва западнее Серпухова. Здесь показал себя смелым, решительным, инициативным и грамотным командиром, имел хорошие характеристики от командования дивизии. С января 1942 года исполнял должность заместителя командира 44-й кавалерийской дивизии 9-го кавалерийского корпуса.

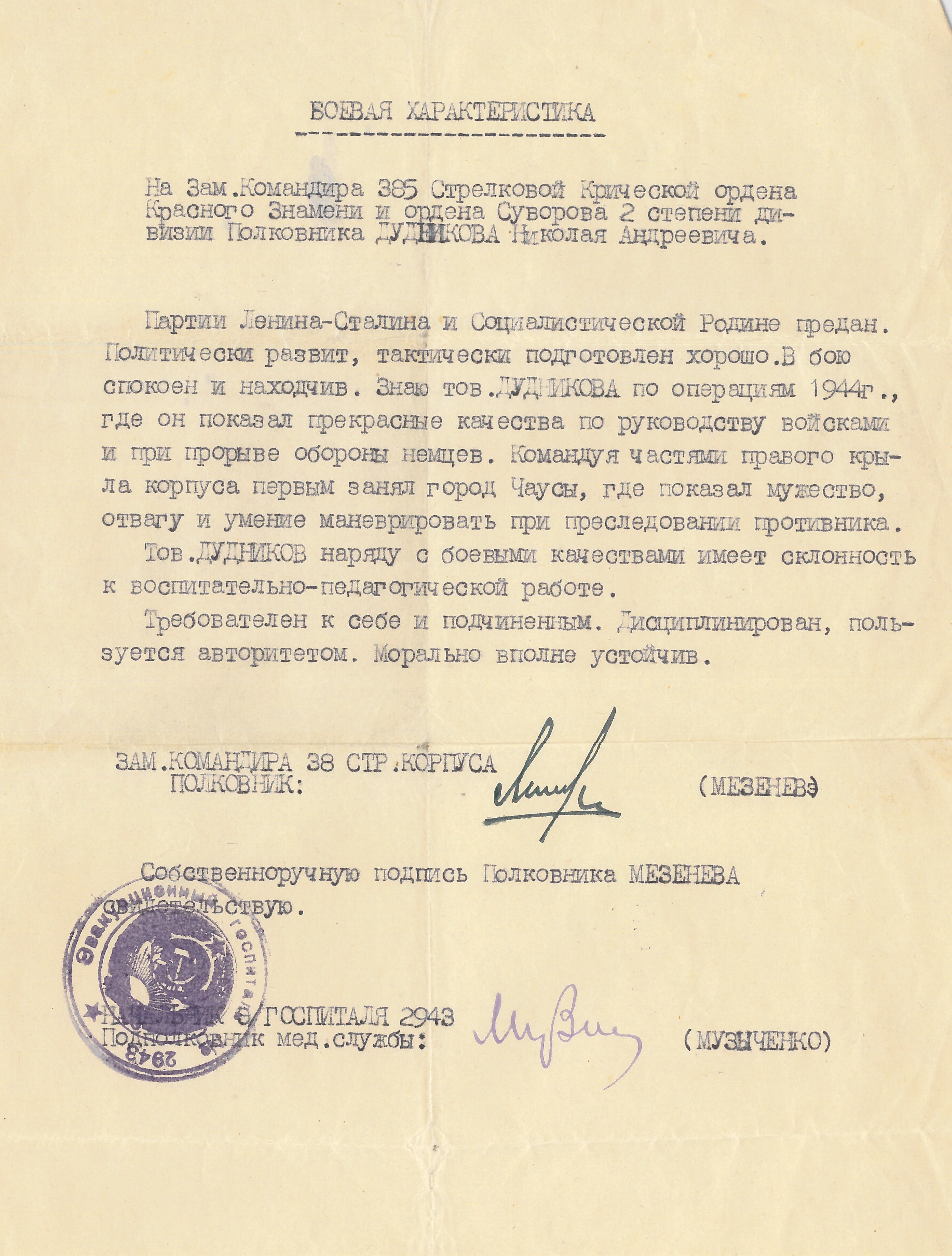
Боевая характеристика полковника Дудникова Н.А.

16 апреля 1942 года допущен к командованию 290-й стрелковой дивизией, которая в составе 50-й, затем 61-й армий оборонялась юго-западнее Белёва. В июле был отстранён от занимаемой должности и назначен заместителем командира 385-й стрелковой дивизии 16-й армии, которая в это время вела бои южнее города Киров. В августе она вошла в 10-ю армию этого же фронта и находилась в обороне в том же районе. С 13 августа 1943 года в составе той же 10-й армии участвовала в Смоленской, Спас-Деменской, Ельнинско-Дорогобужской, Смоленско-Рославльской наступательных операциях. Приказом ВГК от 30 сентября 1943 года за отличия в боях по освобождению города Кричев ей было присвоено наименование «Кричевская». С октября 1943 года по июнь 1944 года дивизия в составе 10-й, а с 23 апреля 1944 года — 49-й армий Западного, Белорусского и 2-го Белорусского фронтов занимала оборону на восточном берегу реки Проня в районе Чаусы (юго-восточнее Могилёва). С 25 июня 1944 года она в составе 50-й, а с 10 июля — вновь 49-й армий 2-го Белорусского фронта участвовала в Белорусской, Могилёвской, Минской, Белостокской и Осовецкой наступательных операциях, в ходе которых освободила города Чаусы, Минск и Осовец. Войска под командованием полковника Дудников Н.А. прорвали оборону гитлеровских захватчиков и освободили город Чаусы.

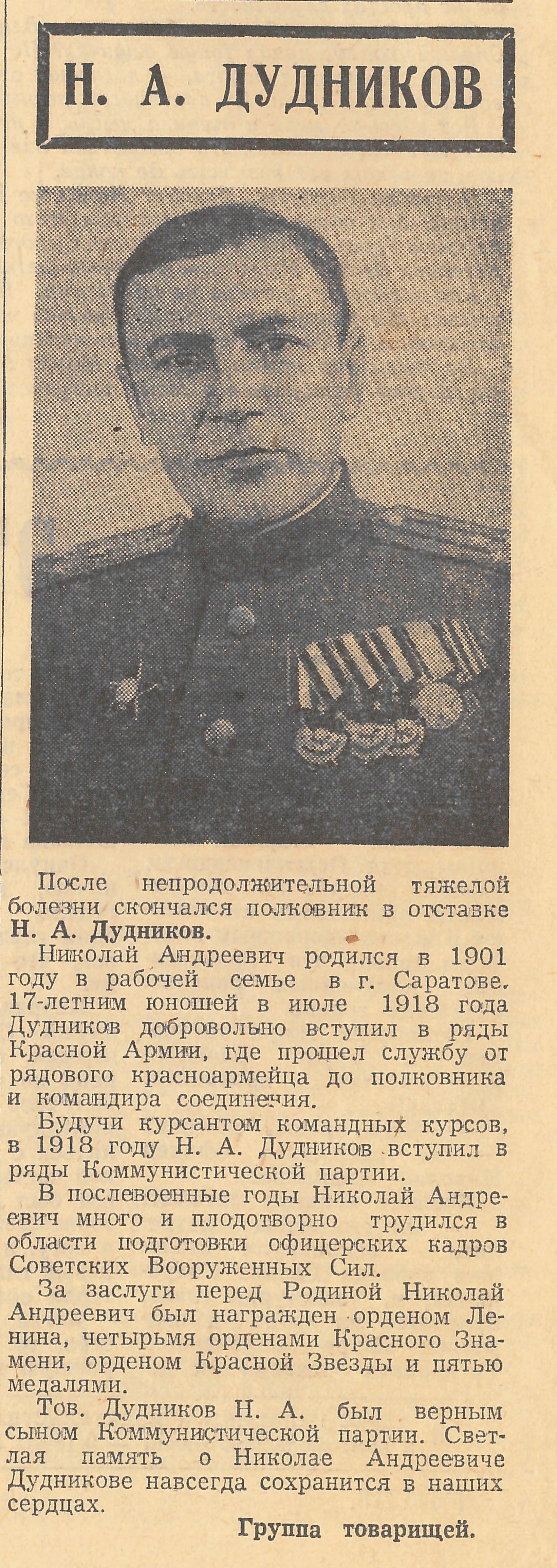
Некролог в газете «Ленинское знамя» от 5 августа 1962 года

В середине сентября её части вышли на рубеж Ломжа — Теодорово — Остроленка — Новогруд и перешли к обороне. За образцовое выполнение заданий командования в боях при форсировании рек Проня и Днепр, прорыв обороны немцев под Чаусы дивизия была награждена орденом Красного Знамени, а за овладение городом и крепостью Осовец — орденом Суворова 2-й степени. В январе — мае 1945 года дивизия в составе 49-й армии принимала участие в Восточно-Прусской, Млавско-Эльбингской наступательных операциях. С февраля 1945 года и до конца войны полковник Дудников находился в резерве 49-й армии и на лечении по болезни в госпитале.

### Послевоенная карьера
С июня 1945 года состоял в распоряжении ГУК НКО, затем в январе 1946 года назначен старшим преподавателем огневой подготовки кафедры общей тактики и специальных родов войск Офицерской школы штабной службы Красной армии. В марте 1947 года переведён руководителем огневой подготовки на Киевские курсы усовершенствования офицеров пехоты Советской армии (с декабря — Объединённые курсы усовершенствования офицеров КВО). 24 июня 1953 года уволен в запас.
По окончании военной карьеры поселился в Подольском районе города Киева (УССР). Занимался общественно-политической и оборонно-массовой работой, за что был отмечен грамотами и наградными листами Киевского горкома КП УССР, Киевского военкома и ДОСААФ СССР. Также уделял большое внимание военно-патриотическому воспитанию молодёжи. Выступал перед офицерами КВО с лекциями и воспоминаниями о сражениях гражданской, Советско-Финской и Великой Отечественной войн.
Скоропостижно скончался 3 августа 1962 года. Похоронен с армейскими почестями на Лукьяновском военном кладбище в городе Киев (УССР).

## Награды
- орден Ленина (21.02.1945)[3];
- четыре ордена Красного Знамени (18.09.1943[4], 10.08.1944[5], 03.11.1944[3], 24.06.1948[3]);
- орден Красной Звезды (16.08.1936);
- Медали в том числе:
  - «XX лет Рабоче-Крестьянской Красной Армии» (1938)[5];
  - «За оборону Москвы» (02.11.1944)[6];
  - «За Победу над Германией в Великой Отечественной войне 1941—1945 гг.» (27.08.1945)[7];
  - «За взятие Кёнигсберга» (1945);
- именное оружие.

## Память
- В газете «Ленинское знамя» КВО № 183 (5357) от 05 августа 1962 года, а также в газете «Вечерний Киев» в память о Николае Андреевиче были напечатаны некрологи.
- Часть личных вещей, в том числе трофейное оружие, было передано в музей КВО, где до начала 1990-х работала экспозиция посвящённая выдающимся офицерам, которые проходили военную службу в Киевском военном округе.